# Cotagem
A cotagem (NBR-17068:2022) é a representação gráfica no desenho das características de um elemento, através de linhas, símbolos, notas e valor numérico numa unidade de medida. A cotagem normaliza o intercâmbio das informações entre as diversas partes envolvidas no projeto. Também significa a indicação das medidas, ou características, com a utilização do letreiro técnico, sem indicação de unidade (por exemplo, a medida é descrita por 50, e não por 50 mm).

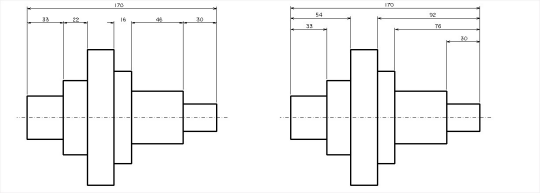
Exemplos de cotagem com linhas de cota, linhas auxiliares, medidas numéricas e setas que indicam os limites da medida.

## Características

Diferentes marcadores de extremidade: seta de 15º, linha obliqua à 45º e circular.

### Limites da linha de cota
As representações mais comuns são:
- Setas desenhadas em ângulo de 15º;
- Linhas inclinadas a 45º;
- Círculos.

### Tipos de linhas
Os três tipos de linhas mais usados em desenho técnico são:
- Contínua: para o contorno e arestas visíveis,
- Tracejada: linhas invisíveis e
- Traço e ponto: para representar o centro dos furos, ou, os eixos de simetria e de revolução.

### Espessura das linhas
As normas da ABNT preveem dois tipos básicos de espessuras de linha:
- Larga;
- Estreita.

De um modo geral, em uma prancha de desenho, as linhas contínuas são largas e as tracejadas e traço e ponto estreitas. 